# Батько Ніч (фільм, 2018)
Батько Ніч (лат. Tēvs Nakts) — латвійський художній фільм про Голокост у Латвії під час Другої світової війни, знятий режисером Девісом Сіманісом за мотивами книги Інеси Цандер «Хлопчик із собакою». Прем'єра фільму відбулася 25 жовтня 2018 року.

## Сюжет
Дія  фільму розгортається під час Другої світової війни, коли німецькі війська окупують Латвію.
Жаніс Ліпке працює у ризькому порту та займається контрабандою спирту. Коли німці захоплюють місто, він влаштовується працювати механіком на склади Люфтваффе. Айна, його донька-комуністка, покидає домівку разом із відступаючими радянськими військами.
Коли німці починають жорстке переслідування євреїв, сусід-єврей прохає Жаніса взяти його доньку до себе, але той відмовляє. Проте коли Жаніс на власні очі бачить знущання німців з євреїв, він вирішує діяти. В своєму подвір'ї він облаштовує укриття та, прикриваючись роботою на складах Люфтваффе, періодично виводить євреїв з гетто, ховає їх в укритті та за потреби вивозить з міста.
Всього за час війни Ліпке із дружиною та своїми товаришами врятував більш ніж 50 осіб, за що йому та його дружині був присвоєний почесний титул Праведник народів світу.

## Нагороди
- Фільм у 2018 році отримав нагороду Great Kristaps Award у номінаціях: «Найкращий режисер повнометражного фільму» (Девіс Сіманіс)[2], «Найкращий оператор повнометражного фільму» (Андрейс Рудзатс)[3] та «Найкраща жіноча роль другого плану» (Ілзе Блауберга)[4].

- У жовтні 2019 року фільм отримав нагороду на Хайфському кінофестивалі в Ізраїлі як найкращий іноземний фільм[5].